# Březín (hrad)
Hrad Březín (dříve Bržín) je zcela zaniklý hrad, který stával na vrchu Peklo asi jeden kilometr jihozápadně od obce Březín v okrese Plzeň-sever. Celý vrch byl odtěžen kamenolomem.

## Historie
Pekelský vrch byl osídlen již v pravěku. Na jižním svahu byl ve splachové vrstvě nalezen malý soubor keramických zlomků z eneolitu, které pravděpodobně patřily k chamské kultuře.
Historie ani původní jméno hradu není blíže známo. Nejčastěji bývá ztotožňován se sídlem Ivana z Bržína, který se poprvé objevuje na listině z roku 1321. Ivan byl pravděpodobně členem rodu pánů z Nečtin. Ve třicátých letech 14. století došlo k rozdělení statku na tři části. Jedna připadla majitelům hradu Preitenstein u Nečtin, druhá pánům z Bržína a jako majitel třetí části je uváděn jistý kameník Oldřich. Roku 1401 je zmiňován Jindřich z Bržína (též Jindřich z Nečtin), ale místo hradu je uváděno jako hradiště, tudíž hrad již pravděpodobně nestál.
Od šedesátých let 20. století byl kopec ničen kamenolomem. Archeologický průzkum zde v té době prováděl archeolog dr. Antonín Hejna. Keramika, která se při průzkumu nalezla, byla datována do období od druhé poloviny 13. až do druhé poloviny 14. století. Také byly nalezeny zbytky hradby, dále dýky, tesáky a střely do kuší. To nasvědčuje obléhání hradu, po kterém byl připojen k Preitensteinu.
Václav Kočka jej v dějinách Manětínska nesprávně ztotožňuje s hradem Skála. Zde měl být při sporech Přemyslovců v roce 1179 Bedřichem obléhán Soběslav II.

## Stavební podoba
Už v době archeologického výzkumu byl hrad lomem těžce poškozen a rekonstrukce jeho podoby je velmi obtížná. Přístupová cesta vystoupala severním úbočím vrchu na valovitý útvar v čele hradu. Po strmém mostě překonala příkop a vstoupila do kulisové brány, vedle které zřejmě stála hranolová věž. Další plocha hradu byla rozčleněna zděnými příčkami, ale nevíme, zda to byly zdi budov nebo hradeb. Předpokládá se, že půdorys hradu byl obdélný.